# Parc d'État de Colorado Bend
Pour les articles homonymes, voir Bend (homonymie).
Le Parc d'État de Colorado Bend (Colorado Bend State Park) est un Parc d'État du Texas de 21,5 km² situé dans la région de Hill Country. Il a été acheté en 1984 et ouvert au public en 1987. Il est représentatif des caractéristiques karstiques généralement observées dans la région, avec de nombreux gouffres, grottes et sources. 

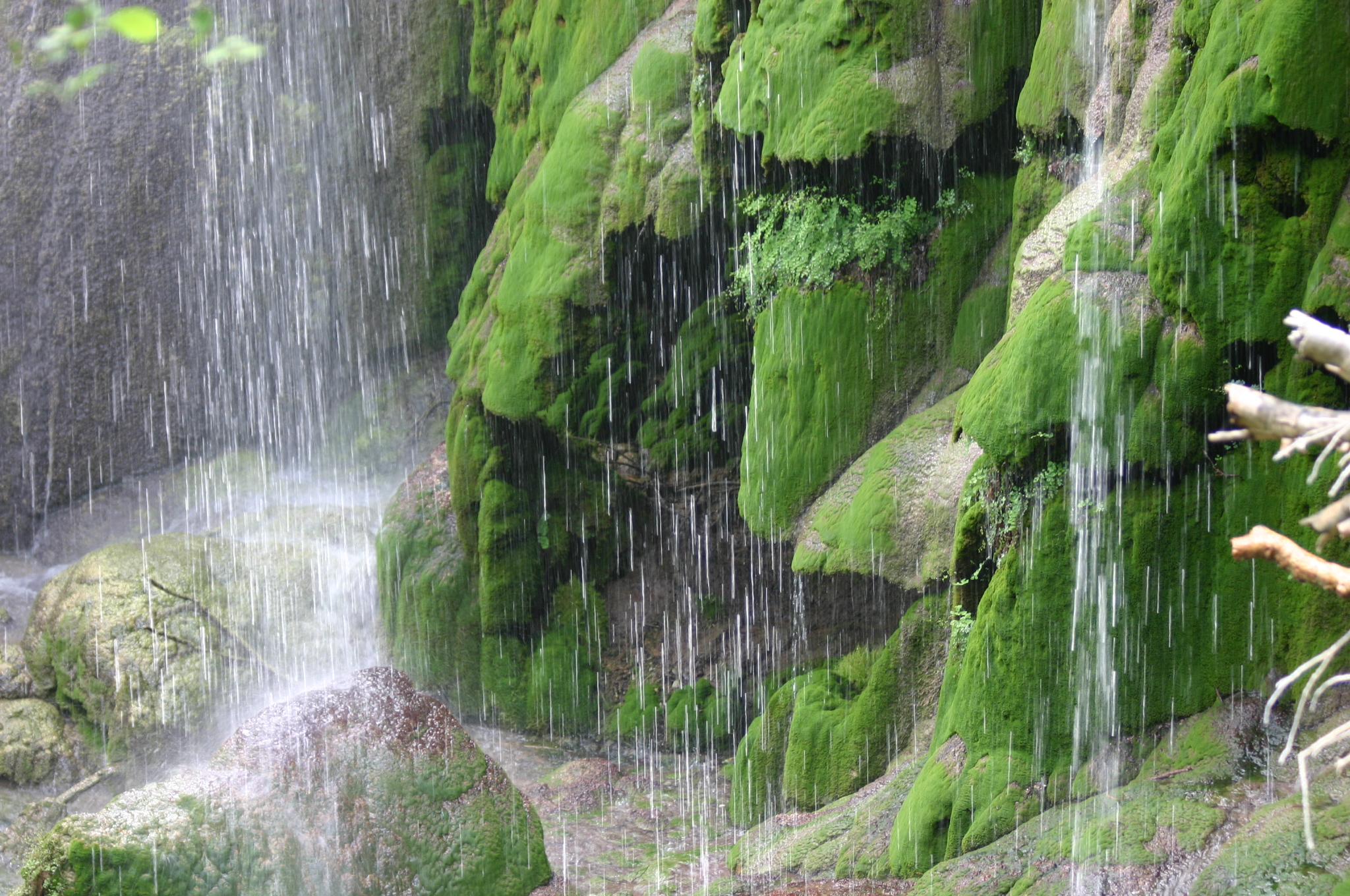
Base de la chute Gorman
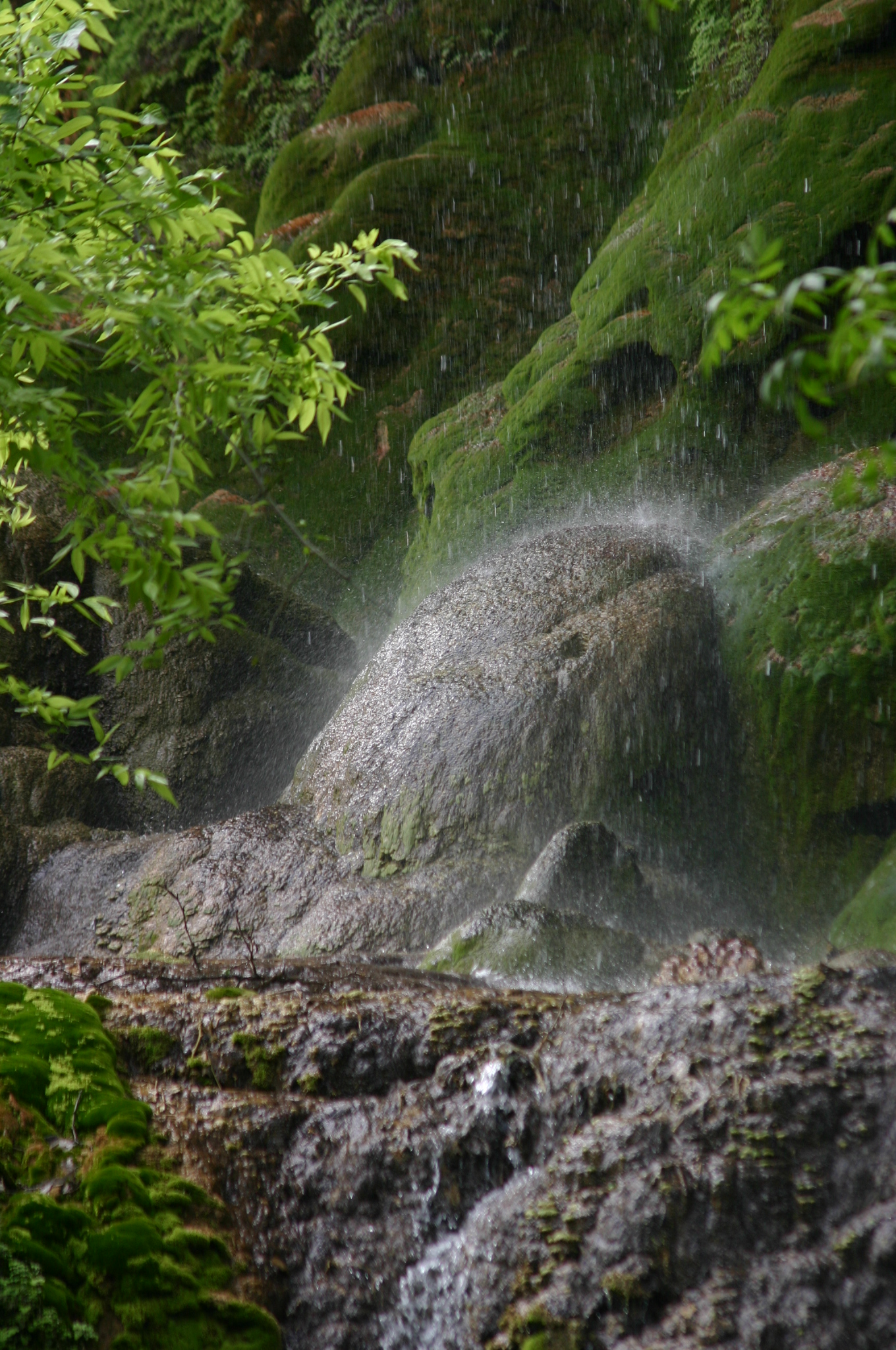
Sous la chute Gorman
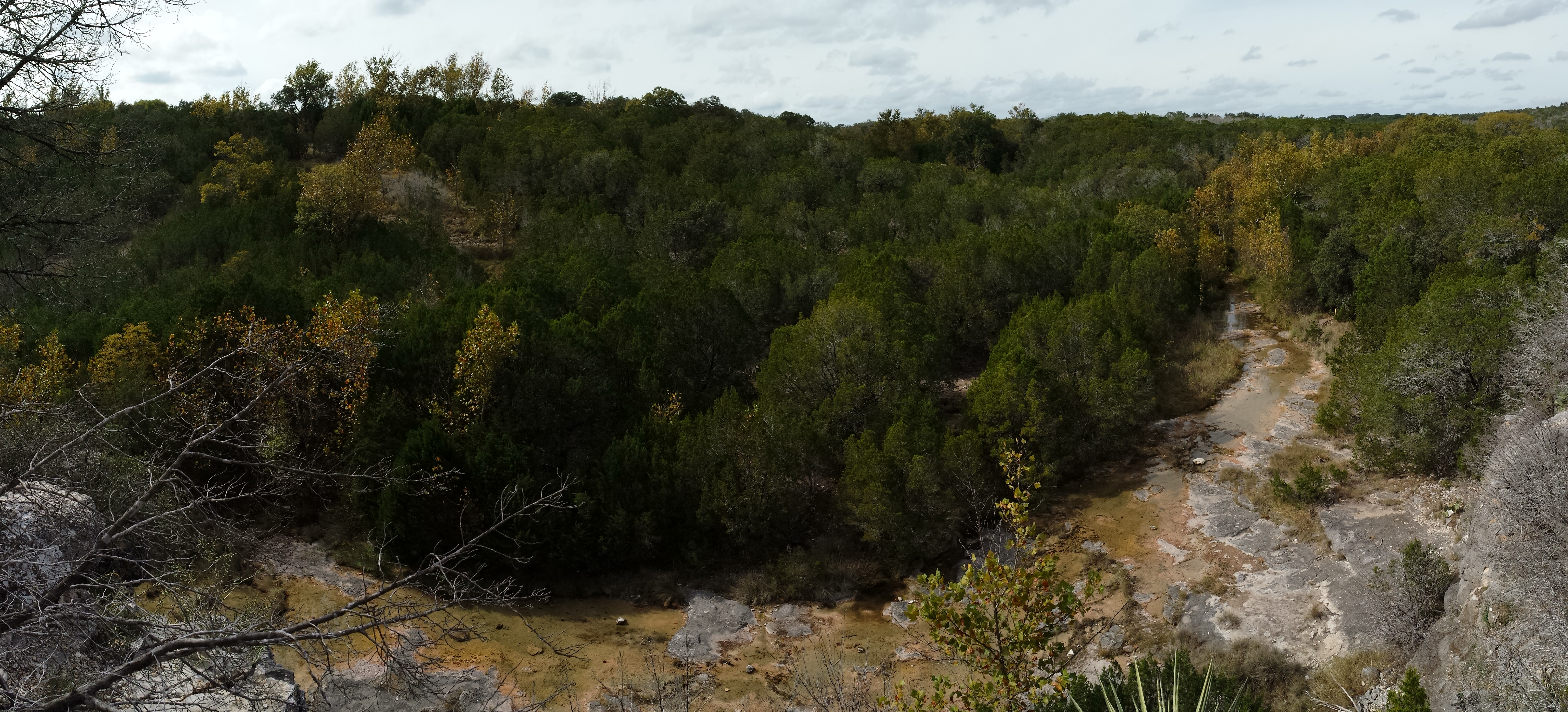
Vue de Spicewood Springs prise le long du sentier Spicewood Springs
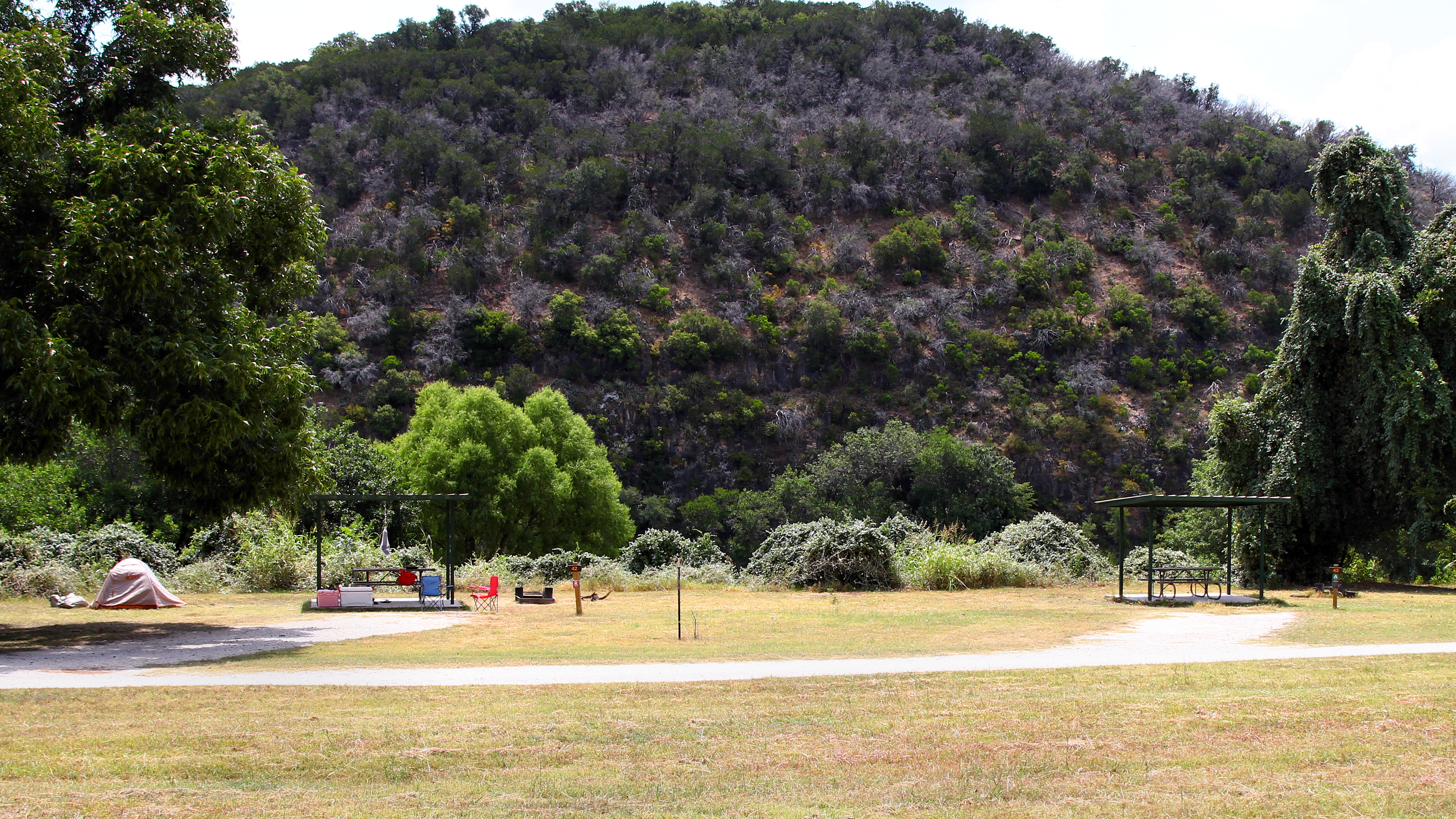
Aire de camping

## Flore
Une variété de fleurs peut être trouvée dans le Colorado Bend State Park. 

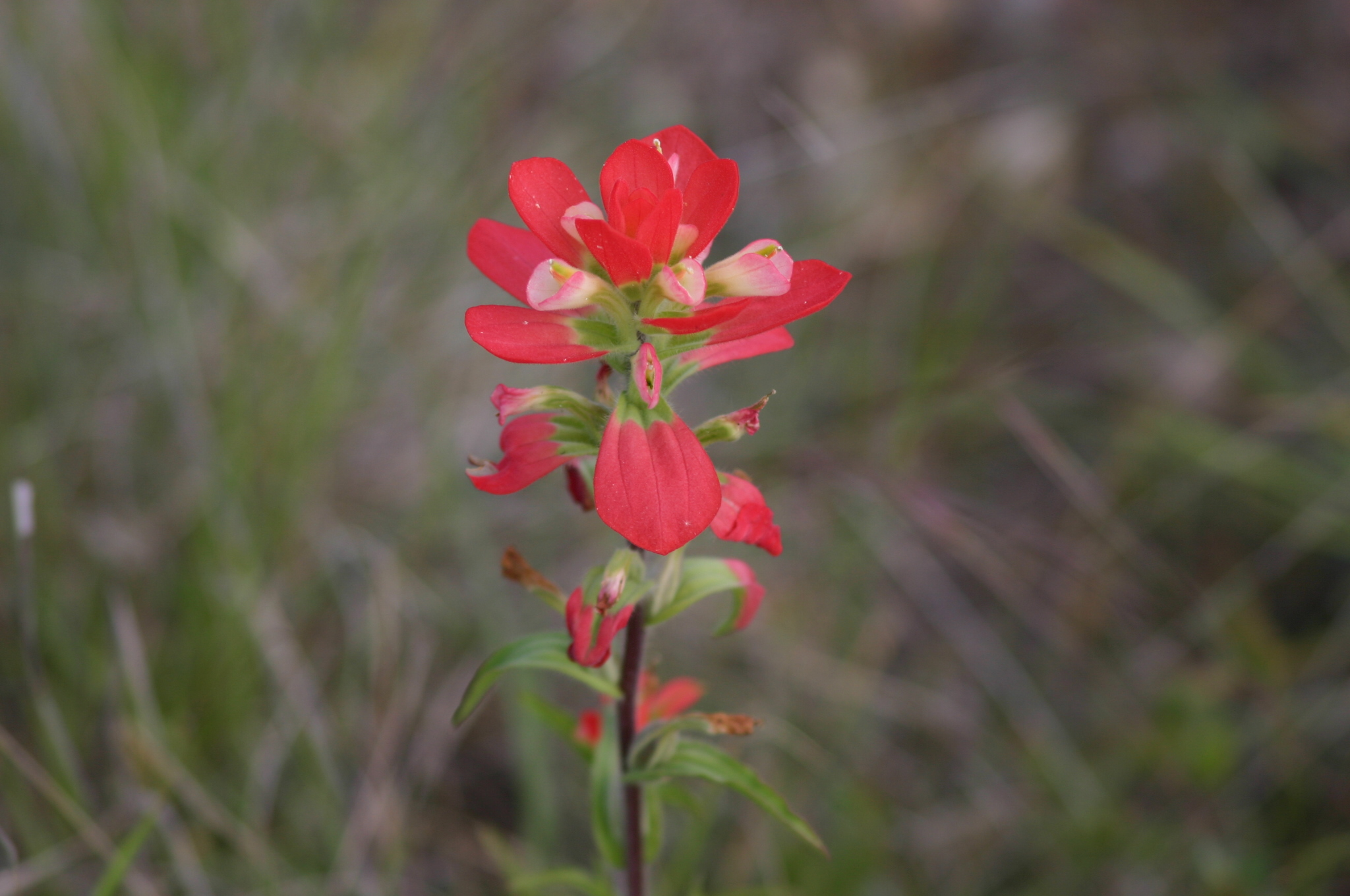
Castilleja indivisa  Pinceau indien, le long du sentier Gorman Creek
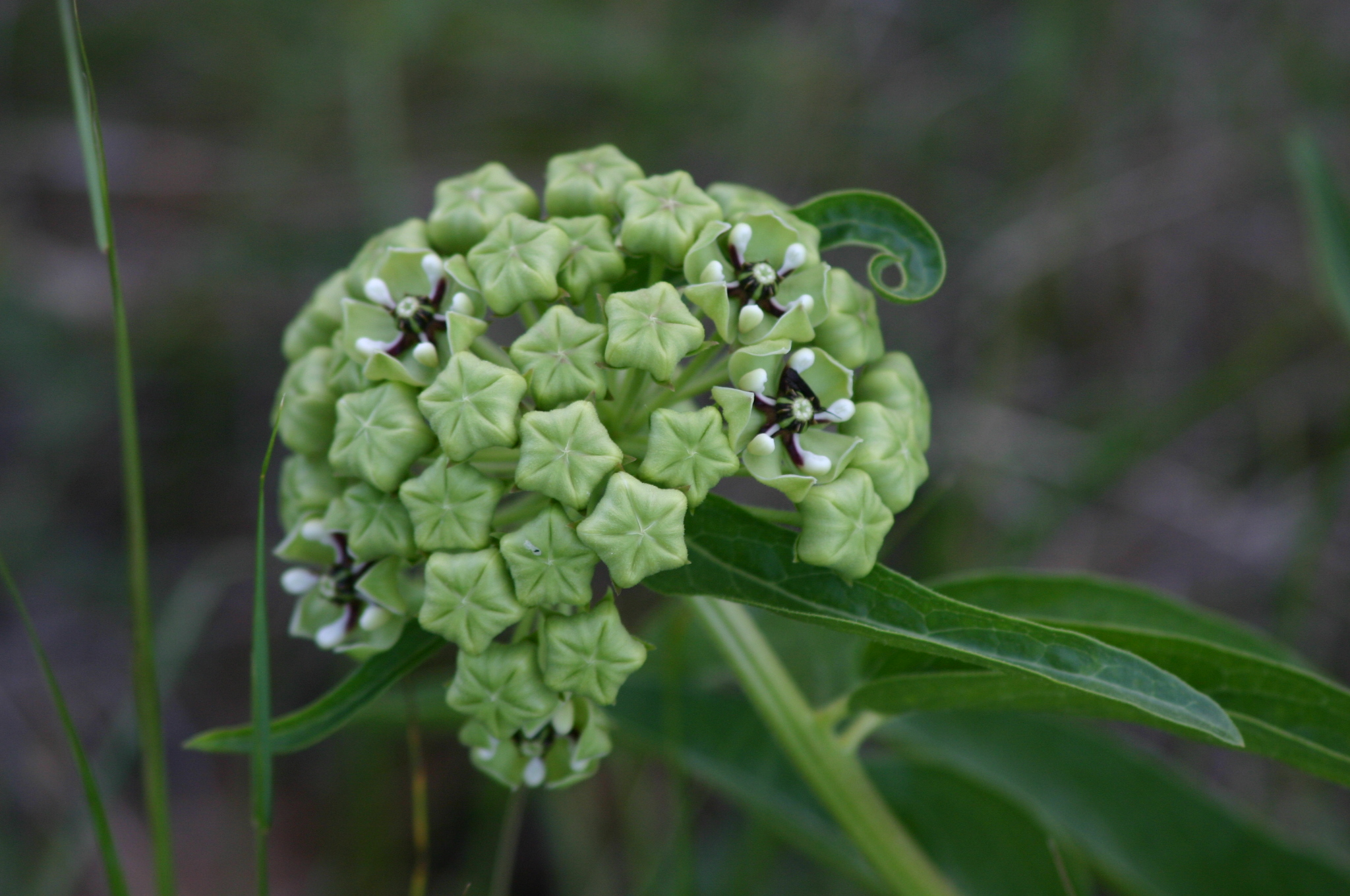
Asclepias asperula  Antelope Horns, prises le long du sentier Gorman Creek

## Voir également
- Colorado River (Texas)
- Texas Hill Country